# Kognitive Reserve
Die Kognitive Reserve ist die Widerstandsfähigkeit von Geist und Gehirn gegen Hirnschäden. Die Belastbarkeit des Geistes wird verhaltensmäßig bewertet, während neuropathologische Schäden histologisch bewertet werden, obwohl Schäden mithilfe von Blutmarkern und bildgebenden Verfahren geschätzt werden können. Bei der Untersuchung des Konzepts „Reserve“ können zwei Modelle verwendet werden: Hirnreserve und kognitive Reserve. Diese Begriffe werden in der Literatur zwar oft synonym verwendet, bieten aber eine nützliche Möglichkeit zur Diskussion der Modelle. Um eine Computeranalogie zu verwenden, kann die Hirnreserve als Hardware und die kognitive Reserve als Software betrachtet werden. Derzeit geht man davon aus, dass alle diese Faktoren zur globalen Reserve beitragen. Der Begriff kognitive Reserve wird in der Literatur häufig verwendet, um sowohl Hirn- als auch kognitive Reserven zu bezeichnen.
Eine 1988 in Annals of Neurology veröffentlichte Studie, die Befunde aus Obduktionen von 137 älteren Personen enthielt, brachte unerwarteterweise zutage, dass eine Diskrepanz zwischen dem Schweregrad von Alzheimer und den klinischen Manifestationen der Krankheit bestand: Einige Teilnehmer, deren Gehirne weitreichende Alzheimer-Pathologien aufwiesen, wiesen keine oder nur sehr wenige klinische Manifestationen der Krankheit auf. Darüber hinaus zeigte die Studie, dass diese Personen ein höheres Gehirngewicht und eine größere Anzahl von Neuronen im Vergleich zu gleichaltrigen Kontrollpersonen hatten. Die Forscher spekulierten über zwei mögliche Erklärungen für dieses Phänomen: Diese Menschen könnten bereits im Anfangsstadium der Alzheimer-Krankheit gewesen sein, aber irgendwie den Verlust einer großen Anzahl von Neuronen vermieden haben, oder sie hätten von Anfang an größere Gehirne und mehr Neuronen gehabt und so über größere „Reserven“ verfügt. Das ist das erste Mal, dass dieser Begriff in der Literatur in diesem Kontext verwendet wird.
Die Studie weckte Interesse auf diesem Gebiet und um diese ersten Ergebnisse zu bestätigen, wurden weitere Studien durchgeführt. Es wurde festgestellt, dass eine höhere Reserve eine höhere Schwelle bietet, bevor ein klinisches Defizit auftritt. Darüber hinaus zeigten Personen mit höherer Kapazität einen schnelleren Rückgang, sobald sie klinisch beeinträchtigt waren, was wahrscheinlich auf ein Versagen aller Kompensationssysteme und -strategien hinweist, die die Person mit der größeren Reserve eingerichtet hat, um mit dem zunehmenden neuropathologischen Beeinträchtigung fertig zu werden.

## Gehirnreserve
Die Hirnreserve kann als die Belastbarkeit des Gehirns definiert werden, also als seine Fähigkeit, mit zunehmenden Schäden fertig zu werden und dabei noch angemessen zu funktionieren. Dieses passive Schwellenmodell geht von der Existenz eines festen Grenzwertes aus, dessen Erreichen unweigerlich zu klinischen Manifestationen von Demenz führen würde.

### Gehirngröße
Eine Studie aus dem Jahr 1997 fand heraus, dass die Pathologie der Alzheimer-Krankheit in großen Gehirnen nicht unbedingt zu klinischer Demenz führt. Eine andere Studie berichtete, dass der Kopfumfang unabhängig davon mit einem verringerten Risiko einer klinischen Alzheimer-Krankheit verbunden ist.
Während einige Studien, wie die erwähnten, einen Zusammenhang feststellen, ist dies bei anderen nicht der Fall. Dies liegt vermutlich daran, dass der Kopfumfang und andere Näherungswerte indirekte Messungen sind.

### Anzahl neuronaler Verbindungen
Bei früh einsetzender Demenz ist das Ausmaß des Synapsenverlust größer als bei spät einsetzender Demenz. Dies könnte auf eine Anfälligkeit für die Manifestation klinischer kognitiver Beeinträchtigungen hinweisen, obwohl es auch andere Erklärungen geben kann.
Strukturen wie das Kleinhirn tragen zur Hirnreserve bei. Das Kleinhirn enthält die Mehrheit der Neuronen im Gehirn und ist sowohl an kognitiven als auch an motorischen Vorgängen beteiligt. In den Schaltkreisen des Kleinhirns finden sich zahlreiche Formen neuronaler Plastizität, ein Faktor, der in Bezug auf die Hirnreserve eine wichtige Rolle spielt.

### Genetische Komponente der kognitiven Reserve
Ergebnisse einer Zwillingsstudie deuten auf einen genetischen Beitrag zu kognitiven Funktionen hin. Die Heritabilitätsschätzungen für allgemeine kognitive Funktionen sind hoch, für das Gedächtnis selbst jedoch niedrig. Unter Berücksichtigung der Auswirkungen der Ausbildung können 79 % der exekutiven Funktionen durch einen genetischen Beitrag erklärt werden. Eine Studie, die Zwillings- und Adoptionsstudien kombinierte, ergab, dass alle kognitiven Funktionen vererbbar sind. Die Verarbeitungsgeschwindigkeit wies in dieser speziellen Studie die höchste Heritabilität auf.

## Kognitive Reserve
Die kognitive Reserve zeigt auch eine Widerstandsfähigkeit gegenüber neuropathologischen Schäden an, aber der Schwerpunkt liegt hier auf der Art und Weise, wie das Gehirn seine beschädigten Ressourcen nutzt. Sie könnte als die Fähigkeit definiert werden, die Leistung durch unterschiedliche Rekrutierung von Gehirnnetzwerken und/oder alternative kognitiven Strategien zu optimieren oder zu maximieren. Dies ist kein Schwellenmodell, sondern ein Effizienzmodell und impliziert, dass die Aufgabe mit weniger Ressourcen oder mit effizienterer Nutzung neuronaler Ressourcen bearbeitet wird, was zu einer besseren kognitiven Leistung führt. Studien verwenden Faktoren wie Bildung, Beruf und Lebensstil als Stellvertreter für die kognitive Reserve, da sie tendenziell positiv mit einer höheren kognitiven Reserve korrelieren.

### Ausbildung und Beruf
Eine höhere Bildung und ein kognitiv komplexer Beruf sind einige der Faktoren, die höhere kognitive Fähigkeiten im Alter vorhersagen. Daher sind Bildung und Beruf die beiden am häufigsten verwendeten Stellvertreterfaktoren zur Untersuchung der kognitiven Reserve. Bildung spielt bekanntermaßen eine Rolle bei der kognitiven Verschlechterung im Alter sowie bei degenerativen Erkrankungen oder traumatischen Hirnverletzungen. Eine höhere Prävalenz von Demenz bei Personen mit weniger Schuljahren lässt darauf schließen, dass Bildung vor Alzheimer schützen könnte. Darüber hinaus beeinflusst das Bildungsniveau den Lebensstil eines Erwachsenen stark. Das Bildungsniveau wird an der Anzahl der Jahre gemessen, die eine Person in der Schule verbringt, oder alternativ am Grad der Lese- und Schreibkompetenz. Möglicherweise stellt das Bildungsniveau selbst eine Reihe kognitiver Werkzeuge bereit, die es dem Einzelnen ermöglichen, die pathologischen Veränderungen zu kompensieren. Der Cognitive Reserve Index Questionnaire (CRIq), der zur Bewertung des Niveaus der kognitiven Reserve entwickelt wurde, um eine bessere Diagnose und Behandlung zu ermöglichen, berücksichtigt die Jahre der Ausbildung und mögliche Schulungen von mindestens sechs Monaten, um die Bildungsbelastung der kognitiven Reserve zu bewerten. Klinisch korreliert die Ausbildung negativ mit dem Schweregrad der Demenz, jedoch positiv mit der Atrophie der grauen Substanz, dem intrakraniellen Volumen und der allgemeinen globalen Kognition. Neurologisch korreliert die Ausbildung mit einer größeren funktionellen Konnektivität zwischen frontoparietalen Regionen und einer größeren Kortexdicke im linken unteren Temporallappen. Zusätzlich zum Ausbildungsniveau hat sich gezeigt, dass Zweisprachigkeit die Aufmerksamkeit und die kognitive Kontrolle sowohl bei Kindern als auch bei älteren Erwachsenen verbessert und den Beginn von Demenz verzögert. Sie ermöglicht dem Gehirn, die zugrunde liegenden Pathologien besser zu tolerieren, und kann als Schutzfaktor betrachtet werden, der positiv zur kognitiven Reserve beiträgt. Ein weiterer Indikator für die kognitive Reserve ist der Beruf. Studien legen nahe, dass der Beruf während des gesamten Lebens eine additive und unabhängige Quelle der kognitiven Reserve darstellen kann. Normalerweise wird dabei die letzte oder die längste Berufstätigkeit berücksichtigt. Die Berufswerte können hinsichtlich der damit verbundenen kognitiven Belastung variieren. Einige andere gängige Indizes wie Prestige oder Gehalt können ebenfalls berücksichtigt werden. Die mit dem CRIq gemessene Arbeitstätigkeit beurteilt Berufe im Erwachsenenalter. Es stehen fünf verschiedene Ebenen der Arbeitstätigkeit zur Verfügung, die sich im Grad der intellektuellen Beteiligung und persönlichen Verantwortung unterscheiden. Die Arbeitstätigkeit wurde als Anzahl der Jahre in jedem Beruf im Laufe des Lebens erfasst. Der Beruf als Indikator für die kognitive Reserve korreliert positiv mit lokaler Effizienz und funktioneller Konnektivität im rechten medialen Temporallappen. Kognitiv anregendere Berufe sind schwach mit einem besseren Gedächtnis verbunden, korrelieren jedoch stärker mit besseren exekutiven Funktionen. Diese beiden Indikatoren werden normalerweise zusammen gemessen und korrelieren stark miteinander. Eine genetische Studie mit Hilfe der Mendelschen Randomisierungsanalyse zeigte, dass ein hoher Beschäftigungsgrad mit einem geringeren Risiko für Alzheimer verbunden war. Darüber hinaus bestätigte diese Studie, dass der berufliche Bildungsstand einen unabhängigen Effekt auf das Alzheimerrisiko hatte, selbst wenn der Bildungsabschluss berücksichtigt wurde.

### Prämorbide Intelligenz
Aus psychometrischen Tests abgeleitete Intelligenzquotienten haben sich als wertvolle Ersatzmaße für die kognitive Reserve erwiesen, wobei höhere Werte im Vergleich zum Mittelwert mit langsamerem kognitiven Abbau in Zusammenhang stehen. Allerdings kann der prämorbide IQ weniger Einfluss auf die Abbaurate einiger kognitiver Teilbereiche haben, wie etwa der Verarbeitungsgeschwindigkeit. Der Grad der Verbindung zwischen IQ und kognitiver Reserve kann zwischen verschiedenen Demenztypen unterschiedlich sein.

### Lebensstil
Bei jedem gegebenen Grad der klinischen Beeinträchtigung kommt es in den Gehirnen derjenigen Alzheimerpatienten, die an einer größeren Anzahl von Aktivitäten beteiligt sind, zu einem höheren Grad neuropathologischer Veränderungen. Dies gilt sogar, wenn Bildung und IQ Bei jedem gegebenen Grad der klinischen Beeinträchtigung kommt es in den Gehirnen derjenigen Alzheimerpatienten, die an einer größeren Anzahl von Aktivitäten beteiligt sind, zu einem höheren Grad neuropathologischer Veränderungen. Dies gilt sogar, wenn Bildung und Lebensstil die kognitiven Reserven erhöhen können, indem sie das Individuum widerstandsfähiger machen. Mit anderen Worten: Die Auswirkung alltäglicher Erfahrungen auf die Kognition ist analog zur Auswirkung körperlicher Betätigung auf die Muskel-Skelett- und Herz-Kreislauf-Funktionen. Unter Verwendung des zerebralen Blutflusses als indirektem Maß für neuropathologische Schäden, wobei ein niedrigerer CBF auf mehr Schäden hinweist, wurde festgestellt, dass bei einem gegebenen Grad der klinischen Beeinträchtigung der Freizeitaktivitätswert negativ mit dem CBF korrelierte. Mit anderen Worten: Personen mit einem höheren Aktivitätswert konnten mehr Hirnschäden aushalten und verfügen daher über mehr Reserven. Mortimer et al. führten 1997 kognitive Tests an einer Population von 678 Nonnen durch und zeigten dabei, dass bei Patienten mit Alzheimer-Diagnose unterschiedliche Niveaus kognitiver Aktivität und Leistungsfähigkeit möglich waren. Ein Proband mit reduzierten neokortikalen Plaques überlebte mit leichten Defiziten, trotz (oder aufgrund) des geringen Gehirngewichts.

#### Lebensstilfaktoren
Neuere Studien unterscheiden vier veränderbare Lebensstilfaktoren, die die kognitive Gesundheit im späteren Leben beeinflussen und das Potenzial bieten, das Risiko eines kognitiven Abbaus und von Demenz zu verringern. Zwischen 2011 und 2013 sammelte die Cognitive Function and Aging Study Wales (CFAS-Wales) Daten einer Kohorte von 2.315 kognitiv gesunden Teilnehmern im Alter von 65 Jahren und älter. Damit wurde nicht nur die Theorie der beeinflussenden Lebensstilfaktoren bestätigt, sondern auch ein vermittelnder Effekt der kognitiven Reserve auf den Querschnittszusammenhang zwischen Lebensstilfaktoren und kognitiver Funktion im späteren Leben festgestellt.

##### Ergebnisse
Kognitive und soziale Aktivität: Menschen mit hoher Freizeitaktivität geistiger (Zeitschriften, Zeitungen oder Bücher lesen, Karten, Spiele oder Bingo spielen, Unterricht besuchen usw.), sozialer (Freunde oder Verwandte besuchen oder von ihnen besucht werden usw.) oder engagierter (anderen bei täglichen Aufgaben helfen, bezahlte Arbeit und Freiwilligenarbeit) Natur haben ein deutlich geringeres Risiko, an Demenz zu erkranken.
Körperliche Aktivität: Hat einen starken Einfluss auf die Entwicklung von kognitivem Abbau oder Demenz.
Gesunde Ernährung: Die Forschung zu gesunder Ernährung betont die Vorteile einer mediterranen Ernährung zum Schutz der kognitiven Gesundheit.
Alkoholkonsum: Studien deuten darauf hin, dass leichter bis mäßiger Alkoholkonsum mit einem geringeren Risiko verbunden ist (ein- oder zweimal pro Woche oder drei- oder viermal pro Woche), ebenso wie häufiger Alkoholkonsum in früheren Jahren als Risikofaktor für kognitiven Abbau im späteren Leben gilt.
Aufgrund der Vielfalt der vier Lebensstilfaktoren werden viele unterschiedliche Selbsteinschätzungsskalen verwendet, um den Schweregrad jedes einzelnen Proxys anzugeben.

#### Parkinson-Krankheit
Parkinson ist ein Beispiel für eine Erkrankung, die mit der Rolle der kognitiven Reserve und kognitiver Beeinträchtigung in Zusammenhang steht. Frühere Untersuchungen zur Parkinson-Krankheit deuteten auf einen möglichen Einfluss der kognitiven Reserve im menschlichen Gehirn hin.
Einigen Studien zufolge wird der sogenannte kognitive Lebensstil als allgemeiner Schutzfaktor angesehen, der über verschiedene Mechanismen vermittelt werden kann.
Eine Studie aus dem Jahr 2015 untersuchte die Auswirkungen des (kognitiven) Lebensstils auf Querschnitts- und Längsschnittmessungen. 525 Teilnehmer mit Parkinson-Krankheit absolvierten verschiedene Basisuntersuchungen der Kognition und lieferten klinische, soziale und demografische Daten. Nach 4 Jahren nahmen 323 an einer Kognitionsuntersuchung im Rahmen der Nachbeobachtung teil. Die Forscher verwendeten hierfür die Maße der globalen kognitiven Schwere der Demenz. Es zeigte sich, dass neben dem Bildungsniveau und dem sozioökonomischen Status auch ein höheres Maß an sozialem Engagement in jüngster Zeit mit einem geringeren Demenzrisiko verbunden war. Andererseits können zunehmendes Alter und geringes soziales Engagement das Demenzrisiko bei Parkinson-Krankheit erhöhen.

## Globale Reserve
Trotz der unterschiedlichen Ansätze der Modelle der Gehirnreserve und der kognitiven Reserve gibt es Hinweise darauf, dass beide voneinander abhängig und verbunden sein könnten. Hier endet die Computeranalogie, denn wie beim Gehirn scheint es, dass die Hardware durch Software verändert werden kann.

### Neurotrophe Wirkung von Wissen
Der Aufenthalt in einer anregenden Umgebung, definiert als eine Kombination aus mehr Möglichkeiten für körperliche Aktivität, Lernen und soziale Interaktion, kann strukturelle und funktionelle Veränderungen im Gehirn hervorrufen und die Neurogeneserate im Hippocampus erwachsener und alternder Tiere beeinflussen. Viele dieser Veränderungen können lediglich durch die Einführung eines körperlichen Trainingsprogramms bewirkt werden und erfordern nicht unbedingt kognitive Aktivität.
Bei Menschen wurde festgestellt, dass die hinteren Hippocampi von lizenzierten Londoner Taxifahrern größer waren als die von Kontrollpersonen, während die vorderen Hippocampi kleiner waren. Diese Studie zeigt, dass Menschen, die sich für den Beruf des Taxifahrers entscheiden (ein Beruf, der mit der Fähigkeit, sich Londons Straßen einzuprägen, verbunden ist, was als „der weltweit anspruchsvollste Test (für Straßenkenntnisse)“ beschrieben wird), größere Hippocampi haben, aber keine Volumenveränderung als Folge des Fahrens zeigen. Ähnlich verhält es sich, wenn der Erwerb einer zweiten Sprache zwar umfangreiche und anhaltende kognitive Aktivität erfordert, aber das Demenzrisiko im Vergleich zu Personen, die keine andere Sprache gelernt haben, nicht zu verringern scheint, obwohl lebenslange Zweisprachigkeit mit einem verzögerten Ausbruch der Alzheimer-Krankheit in Verbindung gebracht wird.

## Klinische Implikationen
Die klinische Diagnose einer Demenz ist nicht eindeutig mit dem Grad der zugrunde liegenden Neuropathologie verknüpft. Der Schweregrad der Pathologien und das Defizit der kognitiven Leistungsfähigkeit können nicht direkt zusammenhängen. Die Theorie der kognitiven Reserve erklärt dieses Phänomen. Katzman et al. (1998) führten eine Studie anhand der Autopsieergebnisse von 10 Personen durch und fanden eine mit der Alzheimer-Krankheit verwandte Pathologie. Dieselben Patienten zeigten jedoch während ihres Lebens keinerlei Symptome der Alzheimer-Krankheit. Wenn also eine Pathologie im Gehirn auftritt, hilft die kognitive Reserve, mit dem kognitiven Abbau fertig zu werden. Daher kommen Personen mit hoher kognitiver Reserve besser damit zurecht als solche mit geringer kognitiver Reserve, selbst wenn sie dieselbe Pathologie haben. Dies führt dazu, dass Personen mit hoher kognitiver Reserve nicht diagnostiziert werden, bis der Schaden schwerwiegend wird.
Die kognitive Reserve, die klinisch geschätzt werden kann, wird von vielen Variablen beeinflusst. Der Fragebogen zum Cognitive Reserve Index (CRIq) misst die kognitive Reserve unter drei Hauptfaktoren, nämlich Bildung, Arbeitsaktivitäten und Freizeitaktivitäten während der gesamten Lebensspanne des Einzelnen.
Es ist wichtig zu beachten, dass die kognitive Reserve (und die damit verbundenen Variablen) nicht vor der Alzheimer-Krankheit als Krankheitsprozess „schützen“ – die Definition der kognitiven Reserve basiert genau auf dem Vorhandensein einer Krankheitspathologie. Dies bedeutet, dass die traditionelle Vorstellung, dass Bildung vor der Alzheimer-Krankheit schützt, falsch ist, auch wenn die kognitive Reserve vor den klinischen Manifestationen der Krankheit schützt. Bis 2010 gab es nicht genügend Beweise, um eine Methode zur Erhöhung der kognitiven Reserve zur Vorbeugung von Demenz oder Alzheimer zu empfehlen. Andererseits hat die kognitive Reserve einen sehr wichtigen Einfluss auf neurodegenerative Erkrankungen. Patienten mit hoher kognitiver Reserve zeigten im Vergleich zu Patienten mit niedriger kognitiver Reserve eine Verzögerung des kognitiven Abbaus. Wenn jedoch die Symptome des kognitiven Abbaus symptomatisch werden, zeigen Patienten mit hoher kognitiver Reserve einen raschen kognitiven Abbau.
Das Vorhandensein kognitiver Reserven bedeutet, dass Menschen mit größeren Reserven, die bereits an neuropathologischen Veränderungen im Gehirn leiden, durch standardmäßige klinische kognitive Tests nicht erkannt werden. Umgekehrt weiß jeder, der diese Instrumente klinisch eingesetzt hat, dass sie bei Menschen mit sehr geringen Reserven zu falschen positiven Ergebnissen führen können. Aus dieser Sicht ergibt sich leicht das Konzept des „angemessenen Herausforderungsniveaus“. Es wäre denkbar, die kognitiven Reserven zu messen und dann speziell zugeschnittene Tests anzubieten, die ein ausreichendes Herausforderungsniveau darstellen, um frühe kognitive Beeinträchtigungen sowohl bei Personen mit hohen als auch mit niedrigen Reserven genau zu erkennen. Dies hat Auswirkungen auf die Behandlung und Pflege.
Bei Menschen mit hoher Reserve verschlechtert sich der Zustand rasch, sobald der Schwellenwert erreicht ist. Für diese Personen und ihre Karrieren könnte eine frühe Diagnose eine Gelegenheit bieten, die künftige Behandlung zu planen und sich an die Diagnose anzupassen, während sie noch in der Lage sind, Entscheidungen zu treffen. Eine mit Demenzpatienten durchgeführte Studie zur kognitiven Rehabilitation zeigte, dass Patienten mit geringer kognitiver Reserve bessere Ergebnisse bei einer Rehabilitation mit kognitivem Training erzielten als Patienten mit hoher kognitiver Reserve. Dies liegt daran, dass bei Patienten mit hoher kognitiver Reserve die kognitiven Symptome verzögert auftraten und die Krankheit der Pathologie daher keinen Widerstand mehr leisten konnte. Außerdem weist die bei Patienten mit geringer kognitiver Reserve beobachtete Verbesserung darauf hin, dass diese Patienten ihre kognitive Reserve in einem lebenslangen Prozess aufbauen können.